# Урури
Ур̀ури (на италиански: Ururi, на арбърешки Ruri, Рури) е малко градче и община в Централна Италия, провинция Кампобасо, регион Молизе. Разположено е на 310 m надморска височина. Населението на общината е 2496 души (към 2010 г.).
В това градче живее албанско общество, наречено арбъреши. Те са се заселили в този район между XV и XVIII век като бежанци от османското владичество. Градче Урури е част от етнографическия район Арберия.